# Warcraft II: Beyond the Dark Portal
Warcraft II: Beyond the Dark Portal egy kiegészítő csomag, amelyet a Cyberlore Studios fejlesztett. 1996-ban jelentette meg a Blizzard Entertainment, az ő díjnyertes valós idejű stratégiai játékához, a Warcraft II: Tides of Darkness-hez. Mint a legtöbb kiegészítő csomag, így a Beyond the Dark Portal is igényli az eredeti alapjáték teljes verziójának meglétét a futtatáshoz.

## Történet röviden
601: Az ősi ork sámán, Ner'zhul összegyűjtötte a megmaradt klánokat Draenorban és újra megnyitotta a Sötét Kaput. A klánokat arra utasította, hogy gyűjtsenek össze néhány ereklyét Azerothból, melyek segítségével további kapukat tud majd nyitni Draenorban.
A Szövetség a varázsló Khadgar vezetésével hadsereget küldött a Sötét Kapun keresztül, hogy megakadályozza Ner'zhul terveit. A két sereg összecsapásai hónapokon keresztül tartottak Draenor pokoli földjén.
Az ellopott ereklyék képessé tették Ner'zhult, hogy további kapukat nyisson meg Draenor világában. De mielőtt átvezethette volna rajtuk a klánokat, elvesztette a mágikus energiák feletti uralmát, és azok elkezdték felemészteni a világot és annak belső szerkezetét. A Szövetség hősei, tudván, hogy örökre itt ragadnak, lerombolták a Sötét Kaput, így Azeroth biztonságban maradt a tomboló energiáktól.
Draenor elátkozott világa darabjaira szakadt, csak egy maradványt hagyván hátra, melyet Külvilág (Outland) néven ismerünk.
Ner'zhult és az Árnyékhold (Shadowmoon) klán tagjait elfogták Kil'jaeden csapatai, amikor a Torz Alvilágba (Twisting Nether) léptek. Ner'zhult Lich királlyá változtatták és egy jégdarabba börtönözve visszalökték Azerothba, ahol Northrend Jégkorona (Icecrown) gleccserében ért földet. Ner'zhul boszorkánymestereit és sámánjait darabokra szaggatták, és Lichekként a vasakaratához béklyózták. 

## Újdonságok
A kiegészítő új hadjáratokkal, és multiplayer térképekkel bővíti a játékot.
A játékban tíz darab új hős mutatkozik be. Öt a szövetség, és öt a horda oldalán. Bár a Warcraft II: Tides of Darknessben is voltak hősök, azok nem rendelkeztek különleges, az alap egységektől eltérő értékekkel. A kiegészítés hősei viszont már megnövelt értékpontokkal rendelkeznek, eltérnek a megszokottaktól. A szövetség hősei:Aleria (Ranger), Danath (Footman), Turalyon (Paladin), Khadgar (Mage) anés Kurdran (Gryphon Rider hátasán Sky'ree-n). A horda hősei: Grom Hellscream (Grunt), Korgath Bladefist (Grunt), Dentarg (Ogre-Mage), Teron Gorefiend (Death Knight) és Deathwing (Sárkány).
A kiegészítő lemez egy új tereptípussal is bővíti a játékot, az új világ Draenor mocsaras tájképével.

## Hivatalos weboldalak
- Official Blizzard Site
- Official Battle.net Strategy Site